# Fran Marolt
Fran(čišek) Marolt, slovenski učitelj, glasbenik, kartograf in publicist, * 19. avgust 1865, Ljubljana, † 19. januar 1945, Ljubljana.
Marolt je v letih 1879−84 v Ljubljani obiskoval učiteljišče. Sprva je služboval kot začasni učitelj v Mengšu in Blagovici, nato od novembra 1887 kot redni učitalj na Brdu in od septembra 1901 v Ljubljani kjer je septembra 1924 dočakal upokojitev. Poleg drugih predmetov je na šoli poučeval glasbeno teorijo in šolsko petje. Ustanovil in vodil je pevsko društvo Zarja na Brdu in pevski odsek šentjakobskega naprednega društva v Ljubljani. Mnogo je risal, zlasti zemljepisne načrte šolskih občin (Blagovica, Brdo, Mengeš, Moravče, Rova), narisal načrt Ljubljane, manjši in stenski zemljevid kranjskega sreza (1929) in zemljepisno učilo Vojvodina Kranjska. V časopisih in revijaj je objavljal razne članke (1887–1924), med drugimi Opis šolske občine Blagovica v zemljepisnem, prirodopisnem in zgodovinskem oziru v korist metodiki domovinskega pouka (1888), sodeloval pri Učnih slikah k ljudskošolskim berilom (1902), priredil za učitelje Zgodovinske učne slike za višjo stopnjo osnovnih šol (1910). Izdal je zbirko pesmi Nagrobnice za moški zbor (Lj. 1906, 19092, 1923), Slovenske vojaške narodne pesmi za moške zbore (1915), državne himne (1919), Narodne himne in domoljubne pesmi za osnovne šole (1920) in sestavil Čitanko za strokovne obrtne nadaljevalne šole v 5. odd. s posebnim ozirom na gostilničarske šole (1925).